# Waldhof – Akademie für Weiterbildung
Der Waldhof – Akademie für Weiterbildung (ursprünglich Volksbildungsheim Waldhof e.V.) ist eine Einrichtung der freien Erwachsenen- und Weiterbildung mit eigenem Bildungsprogramm und einem Tagungshaus in Freiburg im Breisgau.

## Geschichte
Im Jahr 1896/97 wurde der Waldhof vom Berliner Fabrikanten und Kommerzienrat Rudolf Henneberg erbaut, dessen Frau Johanna, geb. von Böckh, aus Freiburg stammte. Damals war Littenweiler noch kein Stadtteil von Freiburg, sondern ein selbständiges Dorf mit etwa tausend Einwohnern. Dort erbaute der Norddeutsche, sich am Hang über dem Dreisamtal auf dem Gelände des ehemaligen Pfisterhofs, der einige Jahre vorher abgebrannt war, einen Altersruhesitz: ein stattliches Anwesen mit eigener Quelle für die Wasserversorgung, Wirtschaftsgebäuden, Stallungen, Remisen und einer großen Toreinfahrt. Es war umgeben von einem weitläufigen Park, in dem zahlreiche – auch exotische – Bäume gepflanzt wurden. Am Giebel des Hauses sind noch heute die Wappen der Erbauer zu sehen: eine Henne auf einem Berg und ein springendes Böckchen. Daneben in gotischen Ziffern die Jahreszahl 1897.
1900 kehrte er wieder nach Berlin zurück, wo er zeitweise Reichstagsabgeordneter war. Er verkaufte das Anwesen an den jungen Arzt Dr. Ernst Beyer, der hier noch im gleichen Jahr ein Sanatorium eröffnete. In den folgenden Jahren baute dieser weitere Räume an und gestaltete den Park zu seinen Zwecken um. 1908 verkaufte Dr. Beyer das Haus, behielt allerdings einen Großteil des Grundstücks in seinem Besitz.
Der neue Eigentümer des Waldhof war Franz Karl Wilhelm Gaeß (1853–1915). Der Chemiker, Gutsbesitzer und Ritter des Badischen Ordens vom Zähringer Löwen stammte aus einer angesehenen Freiburger Familie. Sein Vater Franz Dominik Michael (gest. 1888) war Handelsherr und besaß bereits Grundstücke in Littenweiler. Seine Tante Elise war mit Bernhard von Beck (königl. preußischer Generalarzt, gest. 1894)verheiratet. Das Anwesen diente Gaeß offenbar als Sommersitz. Gaeß starb 1915, das Haus blieb bei seiner Frau und deren drei Töchtern, die dort in den Sommermonaten Empfänge gaben, sich jedoch unzureichend um den Erhalt der Bausubstanz kümmerten.
1941 war das Haus in einem denkbar schlechten Zustand und stand erneut zum Verkauf an. Wilhelm Maier aus Schwenningen erwarb es für seinen Sohn Otto, der als Kaufmann in Shanghai lebte und wieder in seine Schwarzwälder Heimat zurückkehren wollte. Doch in diesem Jahr wurde die unbewohnte Villa zunächst für Kriegszwecke beschlagnahmt und im November als Hilfskrankenhaus in Betrieb genommen. Nach Kriegsende war im Waldhof die Universitäts-Hautklinik untergebracht, da das Hauptgebäude in Herdern durch Bomben geschädigt war.
Im Jahr 1950 wurde Joseph Epp, später Ministerialdirigent im Kultusministerium Baden-Württemberg, die Villa zum Kauf angeboten. Zusammen mit seiner Frau Eleonore und anderen hatte Epp bereits 1948 auf Schloss Ortenberg ein Heim für Jugend- und Volksbildung gegründet, um der Erwachsenenbildung, die durch nationalsozialistische Herrschaft und Krieg einen herben Rückschlag erlitten hatte, neue Impulse zu verleihen. Nach den Vorbildern der skandinavischen und Schweizer Heimvolkshochschulen entstand dann das Volksbildungsheim Waldhof e.V., das 1951 offiziell eröffnet wurde.
In der neu gegründeten Einrichtung freier Erwachsenenbildung hatte auch das Sekretariat der südbadischen Volkshochschulen seinen Sitz. Bis in die 1980er Jahre war der Waldhof zudem Zentrum der Lehrerfortbildung für das Oberschulamt Freiburg.
1984 wurde im zur Bildungseinrichtung gehörenden Park mit seinem teilweise denkmalgeschützten Baumbestand ein Gästehaus errichtet. Seit 2010 trägt der Waldhof die Zusatzbezeichnung Akademie für Weiterbildung.

## Aufgabe und Programm
Der gemeinnützige und vom Land Baden-Württemberg gemäß Weiterbildungsförderungsgesetz finanziell geförderte Waldhof bietet in Form von Blockveranstaltungen ein breites Bildungsspektrum an: Vorträge und Seminare zu Themen aus Geistes- und Naturwissenschaft, Kunst, Landes- und Völkerkunde, Religion und Philosophie; Musisches und Kreatives; Tanz- und Bewegungskurse; Tages- und Studienfahrten. Das Bildungsangebot steht allen Interessierten offen.
Als Tagungsstätte dient der Waldhof Gruppen aus deutschen und ausländischen Universitäten, Kliniken, Wirtschaftsverbänden, Behörden, sozialen Einrichtungen u. ä. für deren Weiterbildung.
Ideell und finanziell wird der Waldhof vom Verein der Freunde des Waldhofs e.V. unterstützt.